# سلالة سونغ الحاكمة
كانت أسرة سونغ (الصينية: 宋朝؛ سونغ تشاو) أسرة حاكمة في الصين ما بين 960م و 1279م. تأسست الأسرة على يد الإمبراطور تايزو بعد استيلائه على العرش من أسرة زو اللاحقة، منهياً بذلك فترة الأسر الخمس والممالك العشر. تحاربت اسرة سونغ مع اسر لياو وشيا الغربية وجين في شمال الصين وتمكنت منها سلالة يوان المغولية بعد عقود من مقاومة سونغ للمغول.
تنقسم هذه السلالة لمرحلتين: سونغ الشمالية وسونغ الجنوبية. في مرحلة سونغ الشمالية (960-1127) كانت العاصمة في المدينة الشمالية كايفنغ. اما سونغ الجنوبية فتشير إلى الفترة التي فقدت فيها اسرة سونغ شمال الصين لصالح اسرة جين التي تاسست من قبائل الجورشن في الحروب التي تسمى بحروب جين-سونغ. في ذلك الوقت انسحب بلاط سونغ إلى الجنوب ليؤسس عاصمة جديدة في لينآن (حاليا هانغتشو). على الرغم من ان اسرة سونغ فقدت السيطرة على شمال الصين والتي تعتبر مهد الحضارة الصينية. احتوت سونغ الجنوبية كثافة سكانية كبيرة واراضي زراعية خصبة، وتمتعت باقتصاد قوي. في عام 1234 تم غزو اسرة جين من قبل المغول، والذين هم بدورهم سيطروا على شمال الصين، كانت علاقة سونغ الجنوبية مع المغول متوترة. شن مونكو خان الخاقان الرابع للامبراطورية المغولية حملة لغزو سونغ الجنوبية لكنه توفي في عام 1259 اثناء حصاره لقلعة دياويو والتي تقع حاليا في مقاطعة (تشونغتشينغ). خلفه اخاه قوبلاي خان كخاقان للمغول وفي عام 1271 أعلن قوبلاي نفسه كامبراطور للصين مؤسسا بذلك اسرة يوان. وبعد عقدين من الحرب المستمرة بين يوان وسونغ تمكنت جيوش قوبلاي من القضاء على اسرة سونغ في عام 1279 بعد هزمهم لها في معركة يامن والسيطرة على الصين كاملة تحت اسرة يوان.
ازدهرت العلوم والفلسفة والعمارة في فترة سونغ. وكانت حكومة سونغ أول حكومة في التاريخ تستخدم العملات الورقية وهي أول اسرة صينية حاكمة تنشئ اسطول دائم. وفي عهد سونغ تم اختراع البارود وكان يستخدم بشكل واسع في الانشطة المدنية والحربية. وتم فيها أيضا تمييز الشمال الحقيقي باستخدام البوصلة، وأول وصف تاريخي لكيفية عمل الهويس. وتحسنات هائلة في الساعات الفلكية الصينية. اقتصاديا، كانت فترة سونغ فترة نمو اقتصادي مستدام وتمتعت بناتج محلي اجمالي أكبر من القارة الأوروبية باكملها بثلاث اضعاف في القرن الثاني عشر الميلادي 
تضاعف سكان الصين في القرن العاشر والحادي عشر والثاني عشر. كانت هذه الزيادة السكانية ممكنة بسبب التوسع في زراعة الأرز، وبسبب استعمال الأرز المبكر النضج الوارد من جنوب آسيا وجنوب شرقها، وتحسن طرق الزراعة والري. وبسبب فيض الإنتاج الغذائي على نطاق واسع. سجّل الإحصاء السكاني لسونغ الشمالية 20 مليون أسرة، وهذا كان ضعف تعداد اسرتي هان وتانغ. من المقدَّر أن مملكة سونغ الشمالية كانت تضم نحو 90 مليون نسمة. أدت هذه الزيادة الهائلة في عدد السكان إلى ثورة اقتصادية في صين ما قبل العصر الحديث. وتسببت الزيادة الهائلة في التعداد السكاني ونمو المدن وازدهار الاقتصاد الوطني، في انسحاب الحكومة المركزية شيئًا فشيئًا من المشاركة المباشرة في الشؤون الاقتصادية. وصار لطبقة ملاك الأراضي دور أكبر في إلادارة والشؤون المحلية.
كانت الحياة الاجتماعية في عصر أسرة سونغ مفعمة بالنشاط. كان السكان يجتمعون لاستعراض الأعمال الفنية القيّمة والاتجار بها، وأخذ العوام يندمجون في الاحتفاليات العامة والنوادي الخاصة، وكان في المدن أماكن ترفيهية نابضة بالحياة. أخذت الطباعة الخشبية تتوسع وتنمو، وفي القرن الحادي عشر ابتُكرت تقنية الطباعة بالحروف المتحركة، وكل هذا أدى إلى تسريع انتشار الأدب والمعرفة. ساهم فلاسفة كتشينغ يي وتشو تشي في إحياء الكونفوشية وتجديدها بتفسير جديد امتلأ بالافكار والقيم البوذية، واعتنوا جدًّا بإعادة تنظيم النصوص الكلاسيكية تنظيمًا وضّح التعاليم الأساسية للكونفوشية الجديدة. كانت مؤسسات اختبارات الخدمة المدينة موجودة في الصين منذ عهد أسرة سوي، لكنها توسعت وزادت أهميتها في عهد أسرة سونغ. لعب المسؤولون الذين اكتسبوا سلطة ونفوذًا باجتياز اختبارات الخدمة المدنية دورًا رئيسيًّا في تحويل الطبقة النخبوية من طبقة ارستقراطية عسكرية إلى طبقة بيروقراطية مدنية.

## التاريخ

### سونغ الشمالية 960–1127
بعد أن استحوذ الإمبراطور تايزو (أول أباطرة أسرة سونغ، حكم من عام 960 إلى عام 976) على العرش من سلالة زو اللاحقة، قضى 16 عامًا على توحيد بقية الصين، فوحّد من جديد أغلب المناطق التي كانت قبل ذلك تنتمي إلى إمبراطورية هان وإمبراطورية تانغ، ووضع حدًّا لاضطرابات فترة الأسر الخمس والممالك العشر. أسس هذا الإمبراطور في كايفنغ حكومة مركزية قوية لتولي شؤون إمبراطوريته. كان تأسيس تلك العاصمة بداية لعصر مملكة سونغ الشمالية. ضمن هذا الإمبراطور الاستقرار الحكومي بأن عزز نظام اختبارات الخدمة المدنية، من أجل اختيار بيروقراطيِّي الدولة بناء على المهارة والجدارة (بدلًا من الوضع الأرستقراطي أو العسكري)، وبترويج مشاريع تضمن كفاءة شبكات الطرق والبريد في الإمبراطورية كلها. في أحد تلك المشاريع أنشأ رسّامو الخرائط خرائط تفصيلية لكل إقليم ومدينة، قبل أن تُجمع كل تلك الخرائط في أطلس كبير شامل. شجع الإمبراطور تايزو أيضًا على الابتكارات العلمية والتقنية، إذ دعم أعمالًا كتشييد برج الساعة الفلكية على يد المهندس تشانغ سيشون.

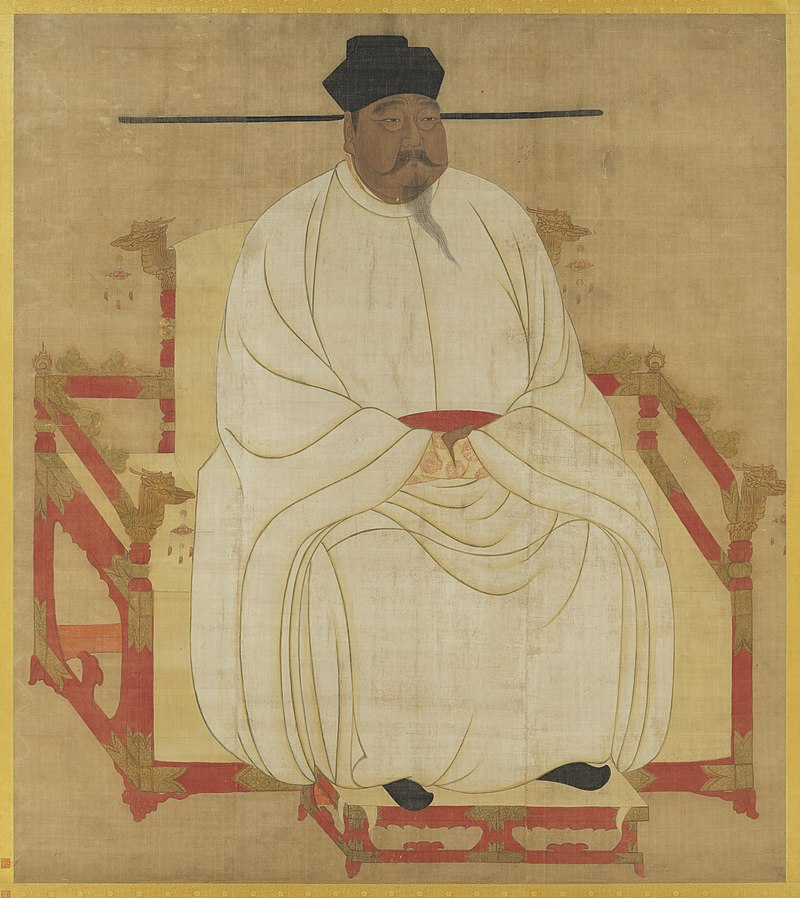
الامبراطور تايزو مؤسس اسرة سونغ

حافظ بلاط أسرة سونغ على العلاقات الدبلوماسية التي كانت بينه وبين: سلالة تشولا الحاكمة في جنوب الهند، والدولة الفاطمية في مصر، ومملكة سريفيجايا، والقراخانيون في أسيا الوسطى، ومملكة غوريو في كوريا، وغير ذلك من الدول التي كانت شريكة تجارية لاسرة سونغ كاليابان أيضًا. بل إن السجلات الصينية مرت على ذكر سفارة من ميخائيل السابع دوكاس حاكم «فو لين» (باللغة الصينية: 拂菻، أي الإمبراطورية البيزنطية)، ووصولها في عام 1081. ومع ذلك فإن الدول المجاورة للصين كان لها الاثر الأكبر في سياستها الداخلية والخارجية. منذ تاسيسها على يد تايزو كانت اسرة سونغ في علاقة شد وجذب مع اسرة لياو الخيتانية ومع اسرة شيا الغربية. في بعض الاحيان كانت اسرة سونغ تستخدم القوة العسكرية لأجل ترويض لياو وللسيطرة على المحافظات الستة عشر وهي منطقة تحت حكم الخيتان منذ عام 938 (فترة الاسر الخمس والممالك العشر) وتلك المناطق تعتبر تاريخيا جزءاً من شمال الصين وهي تقع حاليا في بكين وتيانجين، وفي عهد الإمبراطور تايزونغ (اخ الإمبراطور تايزو وثاني اباطرة اسرة سونغ، حكم 976-997) تم شن حملات للسيطرة على المحافظات الستة عشر لكنها منيت بالفشل ونجحت اسرة لياو بصد قوات سونغ واستمرت الحرب بين سونغ ولياو إلى عام 1005 حيث تم الصلح بين الطرفين باتفاقية تشانيوان لم تنتج تلك الاتفاقية عن تغييرات حدودية ولكن اسرة سونغ اضطرت لدفع تعويضات ومبالغ سنوية للياو لكن هذا لم يسبب بضرر كبير لاقتصاد سونغ لان الخيتان معتمدين اقتصاديا على سونغ. واهم مانتج من الاتفاقية ان سونغ اضطرت للاعتراف بلياو كدولة مساوية لها دبلوماسيا. بنت اسرة سونغ تحصينات دفاعية على طول حدودها الشمالية مع لياو لصد هجمات خيالة الخيتان.
تمكنت اسرة سونغ من احراز بعض الانتصارات امام شيا الغربية وشنت حملات عسكرية متتابعة عليها في القرن الحادي عشر ووصلت ذروتها في حملة قادها العالم ورجل الدولة شين كوا لكنها لم تنجح بسبب عصيان أحد الجنرالات لشين  والانتصارات التي احرزت في تلك الحملة ضاعت سدى. تحاربت اسرة سونغ مع المملكة الفيتنامية داي فييت اولا في حرب قصيرة عام 981 وثانيا في حرب كبيرة استمرت بين (1075-1077) بسبب خلافات حدودية وتجارية. بعد اغاراة القوات الفيتنامية على مقاطعة قوانغشي وتخريبها شنت سونغ حملة بقيادة الجنرال غو كوي تعمقت فيها الأراضي الفيتنامية وحتى انها تمكنت من الوصول إلى ثانج لونج (هانوي حاليا). واضطر القائد الفيتنامي ثونغ كيت إلى عقد الصلح وتم تبادل الاسرى بين الطرفين واعادة الحدود بين الطرفين لوضعها الطبيعي.

الامبراطور تايزونغ ثاني اباطرة اسرة سونغ

وفي القرن الحادي عشر اشتدت الانقسامات السياسية في بلاط سونغ وتعود تلك الانقسامات لاختلاف اراء وسياسات الوزراء بشأن إدارة البلاد سياسيا واقتصاديا. تلقى رئيس الوزراء فان زونغ يان ردة فعل عنيفة عندما حاول وضع اصلاحات سياسية وادارية عرفت باصلاحات تشينغلي وتضمنت اجراءات كتحسين نظام توظيف المسؤولين الحكوميين، وزيادة رواتب المسؤولين الجدد، وتاسيس برامج رعاية لجعل مدى اوسع من العامة ليكونوا مؤهلين للمناصب العامة.
وبعدما تم اجبار فان زونغ على الاستقالة. أصبح وانغ آنشي مستشارا للبلاط الامبراطوري. وبدعم الإمبراطور شينزونغ (حكم 1067-1085) انتقد وانغ آنشي بقسوة البيروقراطية والنظام التعليمي. وسعى لحل الفساد والإهمال الحكومي، نفذ وانغ سلسلة من الاصلاحات سميت بالسياسات الجديدة. تضمنت تلك الاصلاحات اصلاح النظام الضريبي وتاسيس الاحتكار الحكومي لبعض السلع كالملح وتسليح ميليشيا محلية للقرى كوسيلة لخفض الانفاق الحكومي على الجيش، ووضع معايير اعلى للقبول في اختبار الخدمة المدنية لجعلها أكثر عملية في تعيين المسؤولين الاكفاء. تسببت الاصلاحات في اشعال الانقسامات السياسية في البلاط. عرفت المجموعة المؤيدة لوانغ بالاصلاحيين بينما الوزراء الذين كانوا يعارضون الاصلاحات عرفوا بالمحافظين وكان المحافظين تحت قيادة المؤرخ والوزير سيما غوانغ. وعندما كان كل فريق يتغلب على الآخر كان هذا الفريق ينزل رتب أو يعزل المسؤولين الحكوميين الذين يتبعون الفريق المنافس. من أحد أشهر الضحايا هو الشاعر المشهور ورجل الدولة سو شي الذي تم سجنه ثم عزله بسبب انتقاده اصلاحات وانغ.

وانغ آنشي, والذي حاول باصلاحته تقوية سلالة سونغ سياسياً واقتصادياً

عندما دبت وازدادت الخلافات في بلاط سونغ داخليا، ظهرت احداث خطيرة في الساحة الخارجية لافتة للانتباه. قبائل الجورشن والتي كانت قبائل خاضعة وتابعة للياو تمردت ضدهم واسست دولتهم الخاصة، والتي تعرف باسرة جين. نصح المسؤول الحكومي تونغ غوان الإمبراطور هويتسونغ (حكم 1100-1125) ان يتحالف مع الجورشن، ونجح تحالف سونغ-جين في القضاء على اسرة لياو كليا بحلول عام 1125.في اثناء الهجوم المشترك لتحالف سونغ-جين ازال جيش سونغ التحصينات الدفاعية التي كانت مقامة بين حدود لياو-سونغ. ومع ذلك لوحظ ضعف اداء جيش سونغ من قبل الجورشن.وكسر الجورشن التحالف مع سونغ بعد القضاء على لياو على الفور. وكانت هذه بداية حروب سونغ-جين.وبسبب ازالة التحصينات الدفاعية تمكن جيش جين من الزحف بسرعة عبر سهول شمال الصين إلى كايفنغ. وفي حادثة جينغكانغ (عام 1127م) لم يتمكن الجورشن فقط بالسيطرة على العاصمة بل تمكنوا أيضا بأسر الإمبراطور المتنازل هويتسونغ وخليفته الإمبراطور تشنزونغ، ومعظم البلاط الامبراطوري.
قوات سونغ المتبقية اعادت تنظيم نفسها تحت غاوزونغ الذي أعلن نفسه امبراطورا وانسحبت إلى جنوب اليانغتسي لتأسيس عاصمة جديدة في لينآن (حاليا هانغتشو). سيطرة الجورشن على شمال الصين وتغير العاصمة من كايفنغ إلى لينآن يعتبر الخط الفاصل بين سونغ الشمالية والجنوبية.
بعد فقدان شمال الصين لصالح اسرة جين، اعتبرت اسرة جين نفسها الحاكم الشرعي للصين. اختارت جين عنصر الأرض كعنصر سلالي لها واللون الأصفر كلون لسلالتها. بحسب نظرية العناصر الخمسة عنصر الأرض يتبع النار والتي تعتبر العنصر السلالي لسونغ. وتعبر هذه الخطوة ان حكم سونغ انتهى وأن جين هي الحاكم الشرعي لعموم الصين.

### سونغ الجنوبية 1127–1279
على الرغم من انها اضُعفت وفقدت شمال الصين، سونغ الجنوبية اوجدت طرقاً جديدة لتقوية اقتصادها وللدفاع عن نفسها امام اسرة جين. كان لديها قادة عسكريون مقتدرون امثال يو فيي وهان شيزونغ. رعت حكومة سونغ الجنوبية مشاريع ضخمة لبناء السفن وتوسعة الموانئ وتعزيز قوتها البحرية بشكل عام . ومشاريع لبناء المنارات والمستودعات البحرية لتقوية التجارة البحرية الاتية من الخارج، تضمنت تلك المشاريع تحسينات في موانئها الرئيسية مثل تشوانتشو، غوانزو وشيامن والتي كانت مراكز تجارية كبيرة وقتها.

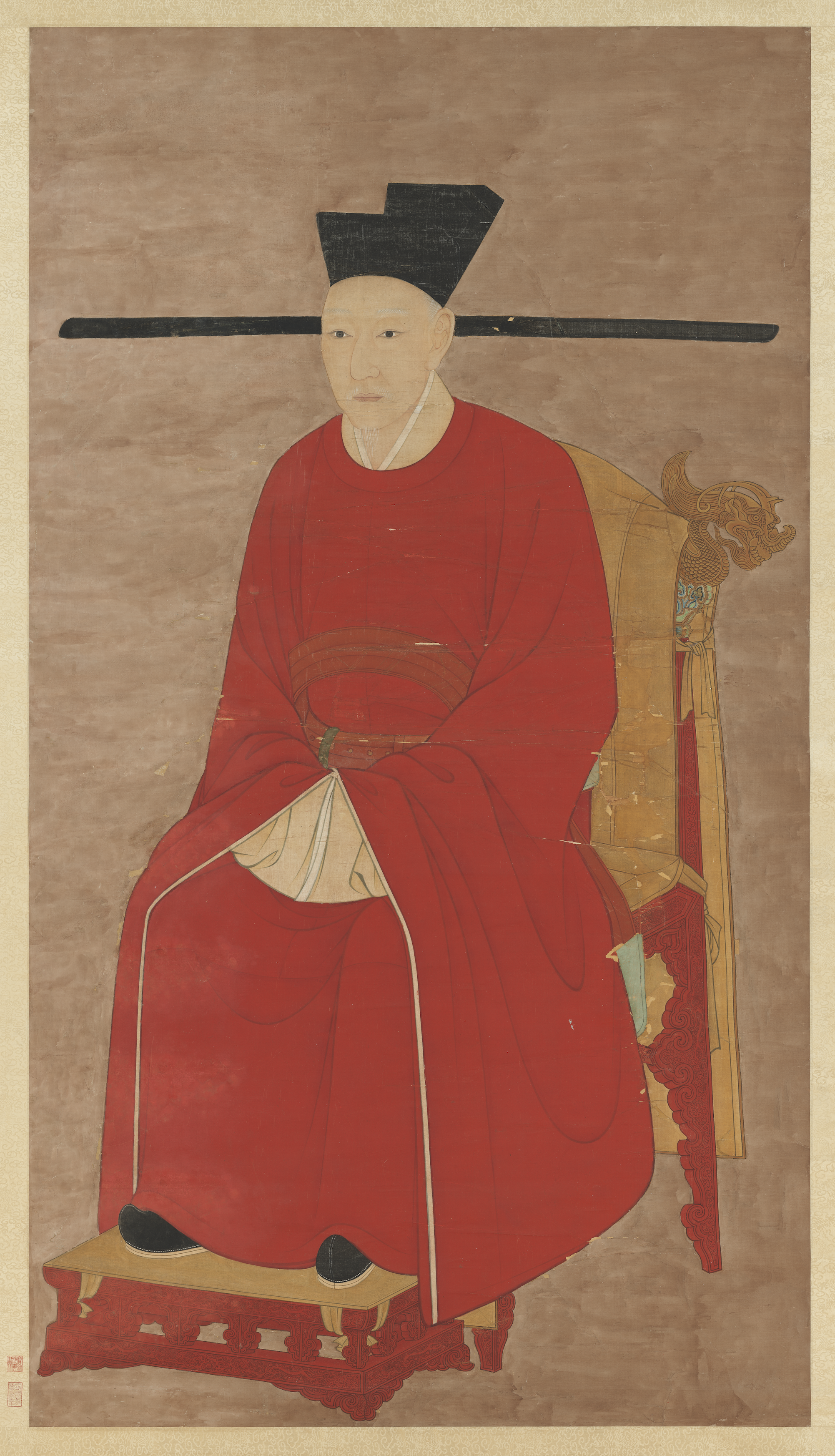
الامبراطور غاوزونغ مؤسس سونغ الجنوبية

لحماية الاساطيل التجارية المبحرة في بحر الصين الشرقي والنهر الأصفر، جنوب شرق اسيا والمحيط الهندي، والبحر الأحمر كان من الضروري تأسيس بحرية دائمة. وهكذا اسست اسرة سونغ أول قوة بحرية دائمة في التاريخ الصيني عام 1132, وكانت قاعدتها الرئيسية في زهوشان. بقوتها البحرية، كانت سونغ مستعدة لمجابهة القوات البحرية لجين في اليانغتسي عام 1161 , في معركتي تانغدو وكايشي وظفت بحرية سونغ سفنا دولابية مسلحة بمقاذيف تطلق قنابل البارود. على الرغم من ان قوات جين تحت قيادة وان يان ليانغ (امير هايلينغ) كانت أكبر بكثير من قوات سونغ، حققت سونغ الجنوبية انتصارين ساحقين في المعركتين بسبب القوة التدميرية لقنابل البارود وقوة سفنها الدولابية. تعزيز القوات البحرية كان اولوية لسونغ الجنوبية وفي القرن التالي نمى حجمها ليضم 52,000 مشاة بحرية.
لتمويل كل هذه المشاريع اضطرت حكومة سونغ ان تصادر بعض الأراضي المملوكة للطبقة العليا، مما تسبب بسخط بعض الاعضاء البارزين في مجتمع سونغ لكن هذا لم يوقف سونغ من تنظيم دفاعاتها. واجهت سونغ بعض العوائق المالية مثل ان بعض الأسر الثرية والمالكة للأراضي استخدمت نفوذها في الحكومة لاستثناءها من الضرائب.
على الرغم من أن سونغ الجنوبية استطاعت على ان تدافع عن نفسها امام جين، ظهر خصم جديد على الساحة قادماً من سهوب منغوليا. في بادئ الأمر اغار المغول بقيادة جنكيز خان على اسرة جين في اعوام 1209,1205 وفي عام 1211 تجمع جيش مغولي ضخم لغزو جين. اضطرت اسرة جين ان تخضع وتدفع مبالغ ضخمة للمغول، لكن عندما غيروا عاصمتهم بشكل مفاجئ من بكين إلى كايفنغ، رأى المغول هذا كخيانة للعهد. وتمكن المغول تحت قيادة اوقطاي خان (حكم 1229-1241), من القضاء على اسرتي جين وشيا الغربية بحلول عام 1234.

سونغ الجنوبية حولي سنة 1142م

تحالفت سونغ مع المغول للقضاء على جين، لكن هذا التحالف كٌسر فور استعادة اسرة سونغ للعاصمة القديمة كايفنغ ومدينتي ليويانغ وتشانغآن اللتان كانتا عواصم اسرتي هان وتانغ، بعد الغزو المغولي الأول لفيتنام (1258), هاجم الجنرال المغولي يوريانخطاي مقاطعة قوانغشي بالتزامن مع هجوم مغولي اخر على مقاطعة سيتشوان بقيادة الخاقان مونكو خان بنفسه وهجوم مغولي ثالث على مقاطعتي شاندونغ وخنان. في الحادي عشر من أغسطس عام 1259 توفي مونكو خان اثناء حصاره لقلعة دياويو.
تسببت وفاة مونكو بأزمة خلافة وتحارب الأخوين قوبلاي وشقيقة الأصغر اريق بوقا للحصول على لقب الخاقان، وبعد انتصار قوبلاي بتلك الحرب سارع بتنظم الحملات مرة أخرى على سونغ الجنوبية وبحلول عام 1265 انتصر قوبلاي في معركة مهمة في سيتشوان.

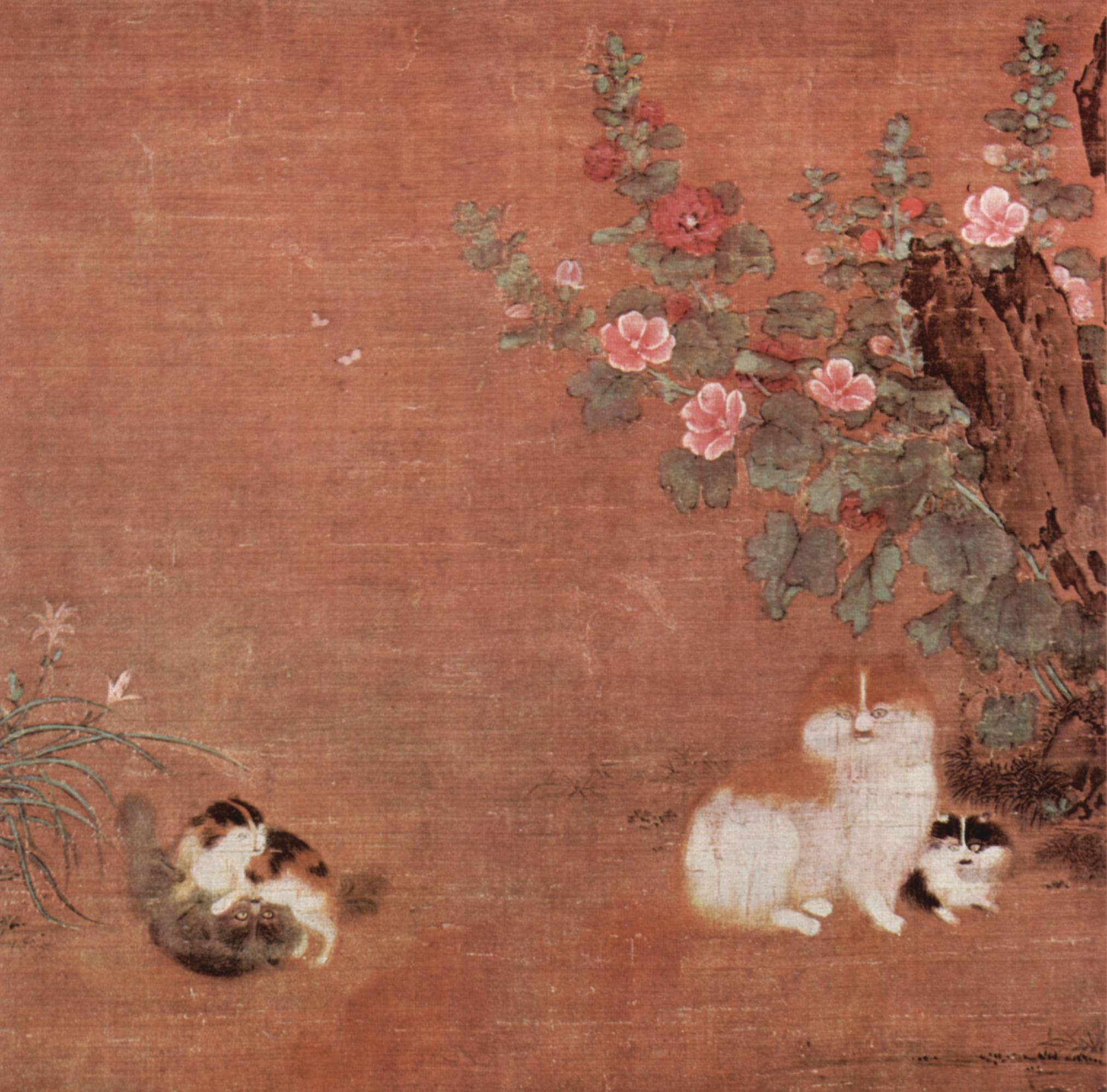
لوحة القطط في الحديقة للرسام ماو يي, القرن الثاني عشر

من عام 1268 إلى 1273 حاصرت قوات قوبلاي شيانغيانغ، والتي كانت اخر عقبة لقوبلاي في غزوه حوض اليانغتسي الخصب. أعلن قوبلاي نفسه امبراطورا لعموم الصين عام 1271 مؤسسأ بذلك سلالة يوان. في 1275 تمكن بويان القائد العام لجيش قوبلاي من هزم جيش سونغ يقُدر حجمه بمئة وثلاثين الف مقاتل وكان ذلك الجيش بقيادة رئيس وزراء سونغ جيا سيداو. بحلول 1276 أصبحت معظم اراضي سونغ الجنوبية تحت سيطرة المغول بما فيها العاصمة لينآن.
وفي معركة يامن على دلتا نهر اللؤلؤة في عام 1279. تمكن جيش يوان بقيادة زانغ هونغفان من سحق ماتبقى من مقاومة سونغ، الإمبراطور الأخير لسونغ زو بينغ انتحر رفقة رئيس وزرائه لو شيفو. بينما بقية افراد عائلة سونغ وبأوامر قوبلاي ظلوا سالمين معززين مكرمين باستثناء الإمبراطور المخلوع غونغ والذي تم عزله إلى التبت ثم اُجبر لاحقا على الانتحار بأوامر حفيد قوبلاي غيجين خان، خوفا من أن غونغ سينقلب على حكمه. وفي عصر يوان برز عدد من افراد عائلة سونغ كالخطاط والرسام زو مينغفو.

## الثقافة والمجتمع
مقالة مفصلة: ثقافة سلالة سونغ

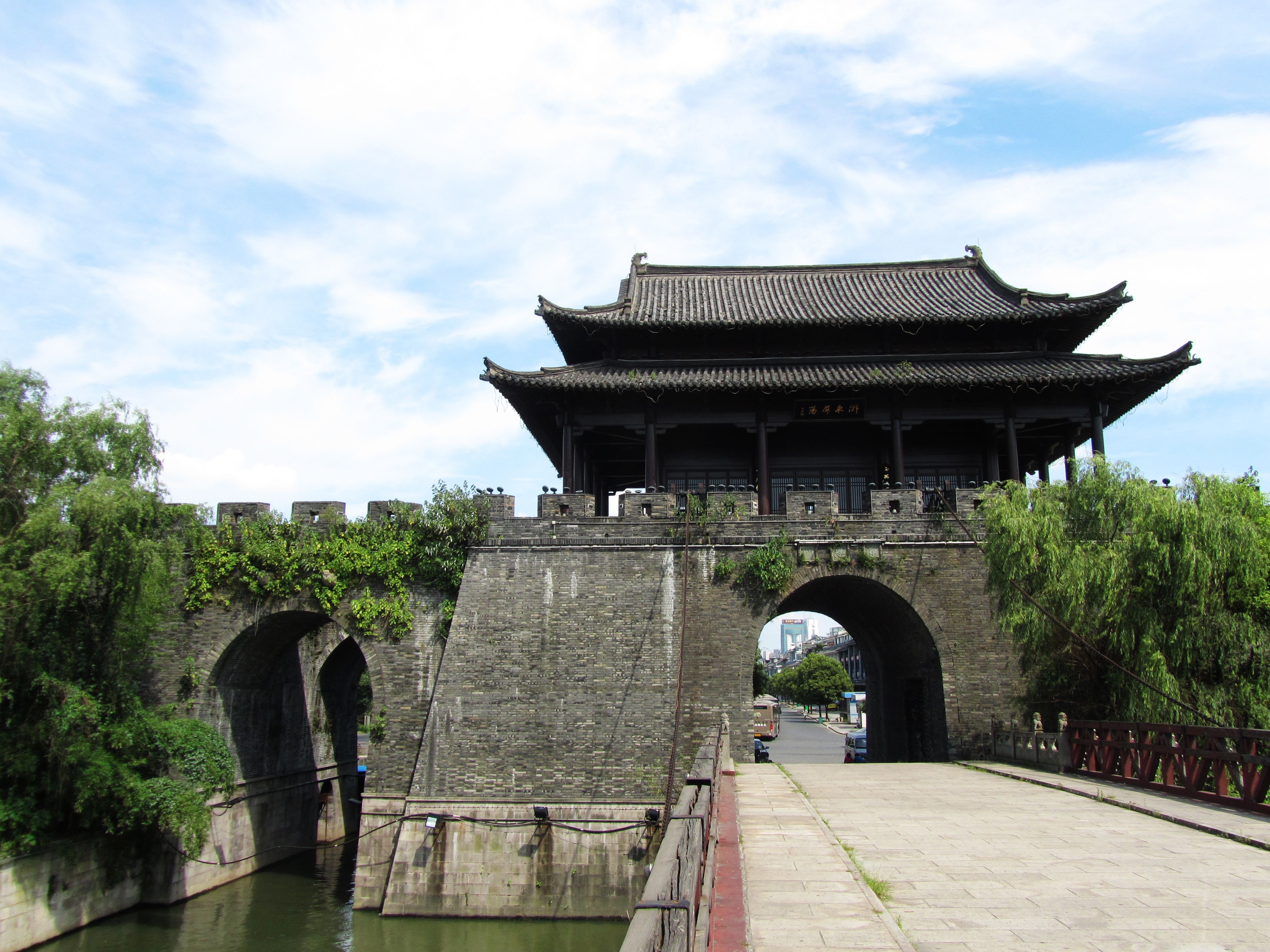
بوابة مدينة شاوكسينج بنيت هذه البوابة عام 1223م في فترة سونغ الجنوبية

عصر اسرة سونغ شهد تطورات مهمة من الناحية الإدارية والاجتماعية. كانت الصين تحتضن وقتها بعضا من أكبر المدن ككايفنغ وهانغتشو اللتان كانتا تحتضننان أكثر من مليون نسمة. وكان العامة يستمتعون بالنوادي الخاصة والمناسبات في المدن، وكان هناك العديد من المدارس والمعابد لتزويد الناس بالتعليم ولاداء عباداتهم الدينية. قدمت حكومة سونغ خدمات رعاية اجتماعية كتأسيس دور للمسنين والعيادات العامة ومقابر للفقراء. تمتعت اسرة سونغ بخدمة بريدية واسعة النطاق وتلك الخدمة بنيت على نموذج سلالة هان (202 ق.م - 220 م) وكانت تلك الخدمة البريدية ذات كفاءة وجودة عالية. وظفت الحكومة المركزية الآلاف من عمال البريد للعمل في مكاتب البريد والمحطات البريدية الكبيرة. في المناطق الريفية، كان الفلاحين يزرعون في ارضيهم التي يملكونها، أو يعملون في الأراضي التي يستأجرونها، أو كقنانة لملاك الأراضي الكبار. تحصل النساء في عهد سونغ على العديد من الأمتيازات الأجتماعية والقانونية وأصبح لديهن تأثير كبير في المنزل وفي محالهن التجارية. ومع الازدهار الاقتصادي المتزايد أصبح أهل العريس قادرين على تقديم مهور أكبر للزواج.

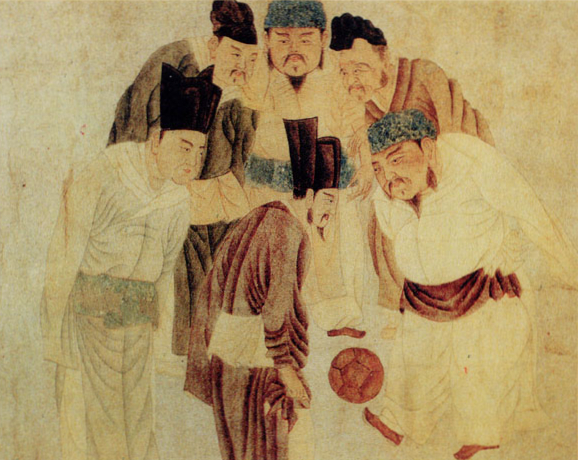
تايزو مع اخوه تايزونغ يلعبان تسوجو مع رئيس الوزراء زو بو ووزراء اخرين، اللوحة للرسام شيان شوان

كانت الاديان في الصين ذو تأثير كبير على حياة الناس، معتقداتهم، وانشطتهم اليومية، وعادة ماكان الأدب الصيني في تلك الفترة يتكلم عن الروحانيات. يرجح تانسين سين بأن الرهبان البوذيين الآتيين من الهند قدموا بأعداد أكبر إلى الصين في فترة سونغ مما كان في فترة تانغ (618-907). ومع شيوع السفر إلى الصين لأجل التجارة أو الأقامة فيها ازداد عدد المسلمين في الصين.
اندمج العامة في المهرجانات كمهرجان الفانوس ومهرجان تشينغمينغ وخصصت اماكن ترفيهية في المدن لترفيه وامتاع العوام. كان في تلك الأماكن محركين للدمى وراوين للقصص الفلكلورية والموسيقيين، وخصصت أيضا اماكن للراحة والولائم المنظمة. أصبح للنوادي الخاصة شعبية كبيرة في تلك الفترة حيث كان هناك نوادي للشاي وللشعر وأندية للموسيقى. وكما عُرفت فترة سونغ بتنوع اكلاتها الشعبية عُرفت ايضاً بتنوع اساليب الفنون المسرحية التي كانت تختلف من اقليم لآخر. أصبحت فنون المسرح ذات رواج كبير لدى النخبة والعامة في هذه الفترة، على الرغم من انها كانت تستخدم لهجة مختلفة عن اللغة العامية. كما كان هناك العاب يمكن اللعب بها في المنزل ومع العائلة، كلعبتي غو والشطرنج الصيني.

### اختبارات الخدمة المدنية والطبقة العليا
في هذه الفترة تم الاعتماد بشكل أكبر على نظام الخدمة المدنية لتوظيف المسؤولين الحكوميين; اعتمد هذا النظام على اختبارات تنافسية لاختيار المسؤولين بناء على الكفاءة والجدارة. توظيف المسؤولين حسب جدارتهم هي فكرة قديمة في الصين. وتم تاسيس اختبارات الخدمة المدنية في سلالتي سوي وتانغ، لكن في فترة سونغ أصبحت اختبارات الخدمة المدنية هي الطريقة الوحيدة لتوظيف المسؤولين الحكوميين. ساعد انتشار الطباعة في رواج التعاليم الكونفوشيوسية وتعلم المزيد والمزيد من المرشحين المؤهلين للاختبارات. ويمكن ان يُرى هذا عن طريق عدد المتقدمين للاختبارات مثلا في اختبارات المحافظات ارتفع عدد المتقدمين للاختبارات من 30,000 متقدم سنوياً في اوائل القرن الحادي عشر إلى 400,000 متقدم سنويا في اواخر القرن الثالث عشر. اتاح نظام الخدمة المدنية حيزا من الميريتوقراطية والحراك الاجتماعي، والمساواة في المنافسة لمن يرغب في الحصول على منصب رسمي في الحكومة. باستخدام الاحصائيات التي جمعتها حكومة سونغ، ساند ادوارد أ.كراك وسودو يوشيوكي هو بينغ-تي فرضية ان وجود أب أو جد أو جد الجد كانوا يعملون في الحكومة مسبقا لايضمن الحصول على نفس المستوى من السلطة. بينما روبرت هارتويل وروبرت ب.هيمز انتقدا نموذج الخدمة المدنية بأنها كانت تعتمد بشدة على الاسرة النواة

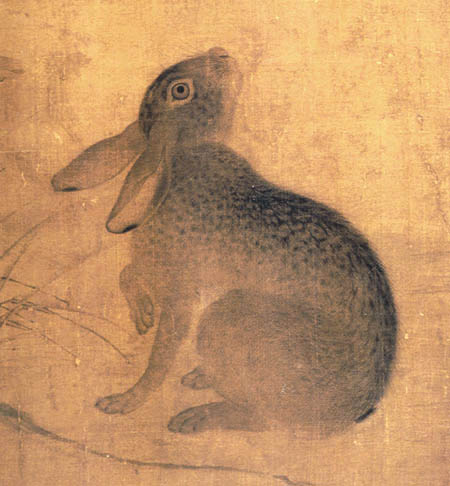
اقتراب السعادة المزدوجة, لوحة للرسام تسوي باي

## اقرأ أيضاً
- سونغ هويتسونغ الإمبراطور الثامن في سلالة سونغ
- سونغ ليتسونغ الإمبراطور الرابع عشر في سلالة سونغ
- أسطورة أبطال الكوندور

## وصلات خارجية
- اذاعة الصين العربية